# Monoplistes haroldi
Monoplistes haroldi là một loài bọ cánh cứng trong họ Bọ hung (Scarabaeidae).